# Линия Даньшуй-Синьи
Линия Даньшуй — вторая линия Тайбэйского метрополитена и первая в Тайбэе линия «тяжёлого» метро. Линия Даньшуй соединяет город Даньшуй с Тайбэем, проходя через районы Бэйтоу, Шилинь, Датун, Чжуншань и Чжунчжен. Ветка Синьбэйтоу считается частью линии Даньшуй. В настоящее время в состав линии Даньшуй входят также линии Чжунхэ и Синьдянь.

## История
- 28 марта 1997 — открытие первого участка линии от станции «Даньшуй» до станции «Чжуншань». Также была открыта ветка Синьбэйтоу. Длина линии составляла 21,2 км. Всего было открыто 19 станций.

- 25 декабря 1997 — линия продлена на 0,7 километра. Открыта станция «Тайбэйский вокзал».

- 24 декабря 1998 — открыт участок «Тайбэйский вокзал» — «Наньшицзяо» длиной 7,9 км. Участок «Гутин» — «Наньшицзяо» называется линией Чжунхэ.

- 11 ноября 1999 — открыт участок «Гутин» — «Синьдянь» (Линия Синдянь) длиной 8,4 км. Образовано вилочное движение. Поезда ходят по маршрутам «Даньшуй» — «Синьдянь» и «Бэйтоу» — «Наньшицзяо».

- 24 декабря 1999 — на станции «Тайбэйский вокзал» открыт переход на линию Баньнань.

- 31 августа 2000 — на станции «Мемориальный зал Чан Кайши» открыт переход на линию Сяонаньмэнь.

- 3 ноября 2010 — на станции «Западная улица Миньцюань» открыт переход на линию Синьчжуан.

## Технические подробности
На линии работают шестивагонные поезда типов C301, C321, C341 и C371. Максимальная скорость поездов — 80 км/ч. Подвижной состав обслуживается в депо Бэйтоу.  

## Перспективы
В настоящее время строится участок Синьи, который будет начинаться от станции «Мемориальный зал Чан Кайши». Открытие участка ожидается в 2015 году. Линии Чжунхэ и Синьдянь станут отдельными и будут продлены. Вилочное движение будет ликвидировано.